# Novi Štitnjak
Novi Štitnjak – wieś w Chorwacji, w żupanii pożedzko-slawońskiej, w mieście Požega. W 2011 roku liczyła 136 mieszkańców.